# Liste der Monuments historiques in Sainte-Gemme (Charente-Maritime)
Die Liste der Monuments historiques in Sainte-Gemme (Charente-Maritime) führt die Monuments historiques in der französischen Gemeinde Sainte-Gemme auf.

## Liste der Bauwerke
| Bezeichnung                  | Beschreibung                      | Standort | Kennzeichnung | Schutzstatus          | Datum          | Bild           |
| ---------------------------- | --------------------------------- | -------- | ------------- | --------------------- | -------------- | -------------- |
| Ehemaliges Priorat Ste-Gemme | Erbaut im 11. und 12. Jahrhundert | (Lage)   | PA00105173    | Classé Inscrit Classé | 1862 2004 2005 | weitere Bilder |

## Liste der Objekte
| Bezeichnung               | Beschreibung                                             | Standort                       | Kennzeichnung | Schutzstatus | Datum | Bild |
| ------------------------- | -------------------------------------------------------- | ------------------------------ | ------------- | ------------ | ----- | ---- |
| Skulptur Sainte Gemme     | Holz, 18. Jahrhundert                                    | in der Kirche Ste-Gemme (Lage) | PM17001677    | Inscrit      | 1989  |      |
| Skulptur Madonna und Kind | Holz, farbig gefasst, vermutlich aus dem 17. Jahrhundert | in der Kirche Ste-Gemme (Lage) | PM17001245    | Inscrit      | 1981  |      |